# Samhain
Samhain (uitspraak: /ˈsˠaunʲ/, /ˈsavɯɲ/, saunj) is het Keltische nieuwjaarsfeest dat begint aan de vooravond rond 31 oktober, maar aangezien de Kelten een maankalender gebruikten loopt deze niet helemaal gelijk met de meer gebruikelijke lunisolaire kalender en varieert de absolute dag dus in deze laatste kalender. Men vierde de overgang van de zomerperiode naar het begin van de winter. Een belangrijk element was het vreugdevuur.
Voor de Kelten begon alles vanuit het donker. Ze lieten hun dagen beginnen na zonsondergang. De winter begon bij hen met Samhain, tevens het begin van een nieuw jaar.
Volgens de diverse mythen kwamen in deze nacht de werelden van de goden en van het materiële bestaan het dichtst bij elkaar, zodat een overgang tussen beide dan gemakkelijk mogelijk was.

## Herkomst van de naam
Een mogelijke verklaring is dat het woord teruggaat op samani, een oud Keltisch woord voor "vergadering". Een tweede verklaring is dat Samhain een samenstelling zou zijn van sam "zomer" en fuin "einde", en dus letterlijk "einde van de zomer" zou betekenen. Er zijn daarnaast nog andere etymologische verbanden gesuggereerd, bijvoorbeeld met het Latijnse woord semen "zaad". Volgens nog een andere verklaring is het woord verwant met saumon, het Franse woord voor zalm. De levenscyclus van de zalm stond bij de Kelten symbool voor de hele cyclus van het leven tot aan de dood.
Op een Gallische kalender, gevonden bij Coligny en vermoedelijk uit de eerste eeuw na Christus, wordt het feest Samainos genoemd.
De maand november zelf is in het Iers- en Schots-Gaelisch ook Samhain gaan heten. Dit is dan een verkorting van Mí na Samhna (maand van Samhain).

## Betekenis en inhoud

### Een nieuw begin

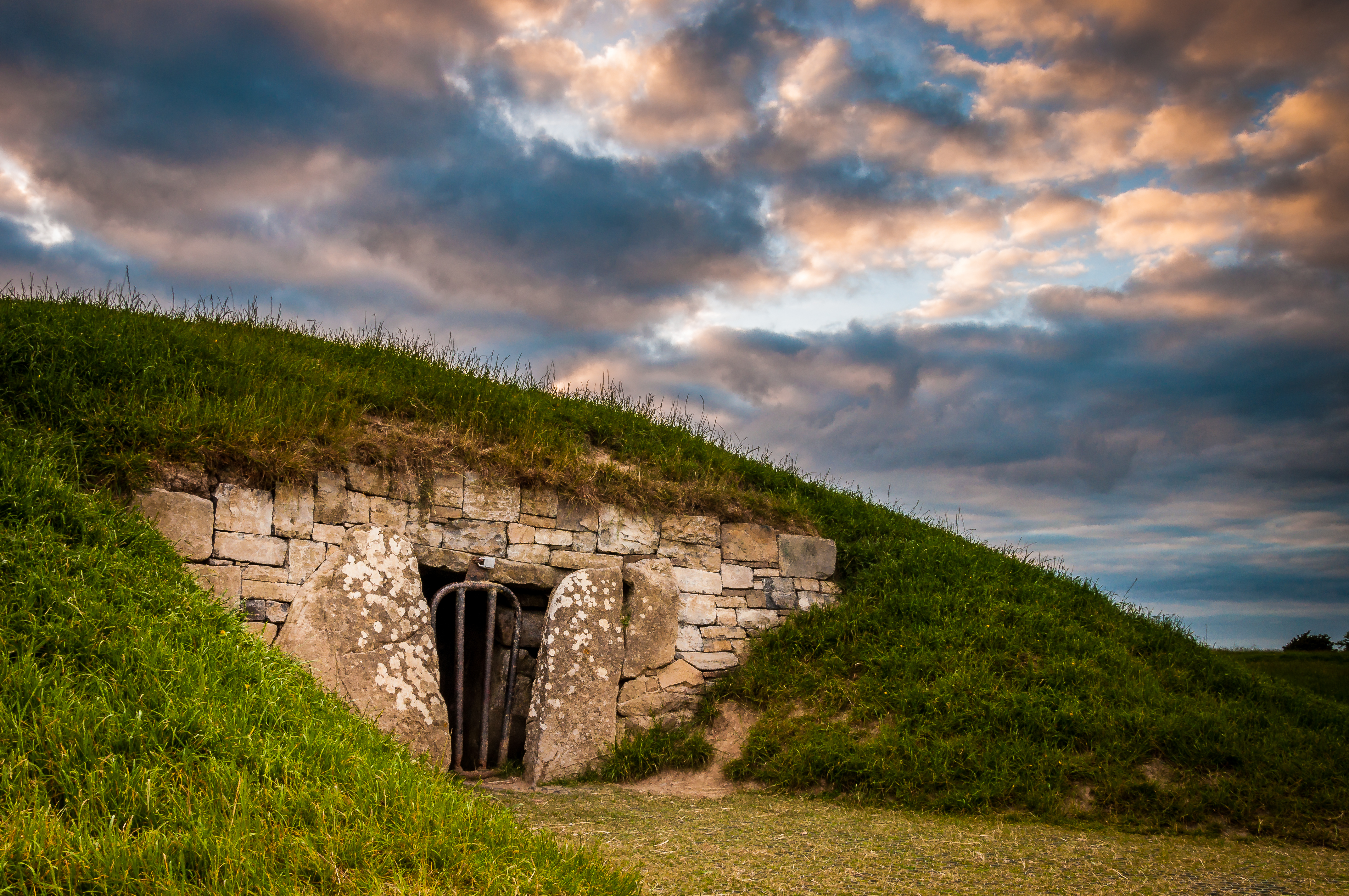
De ingang van Dumha na nGiall, Ierland; net als bij andere ganggraven wordt de grafkamer verlicht door de zon tijdens samhain en imbolc

Voor de Kelten was dit ook het begin van het nieuwe jaar. Het feest houdt verband met de seizoenswissel en de cyclus van het leven. Tijdens deze periode werd de aarde geacht zich voor te bereiden op een nieuw begin. Daarom was het een geschikte gelegenheid om voor wat betreft het eigen leven terug te blikken op het verleden, oude dingen los te laten en voorbereidingen te treffen voor de toekomst. Een van de bijbehorende rituelen was het doven van alle vuren in de huizen; alleen met een speciaal heilig vuur mochten de haarden weer aangestoken worden.

### Onderdeel van een cyclus
De Kelten zagen overal de transformatie in en geloofden in reïncarnatie. De donkere mythische schoot waaruit alle leven ontstaat en weer toe terugkeert werd door hen voorgesteld als een eeuwige ketel: de Ketel van Dood en Wedergeboorte.

### Leven en dood
Samhain is voor paganisten als tegenhanger van Beltain ook een feest ter verering van de doden. Zij geloven dat de sluier tussen de wereld van de levenden en de wereld van de doden dan het dunst is. Op deze dag wordt er door velen een maaltijd georganiseerd en worden er extra borden bijgezet voor de overledenen met diens lievelingsmaaltijd. Voor het raam worden kaarsen geplaatst zodat hun dierbaren de weg naar huis kunnen vinden. Het wordt beschouwd als het moment waarop Lugh (de zonnegod aan wie tijdens Lughnasadh geofferd wordt) aankomt in het dodenrijk.
De gewoonte bestond om met Samhain dieren die te zwak waren om de winter door te komen te offeren. Volgens sommige bronnen brachten druïden zelfs mensenoffers door middel van verbranding.

### Elfen en natuurgeesten
Volgens diverse mythen vervaagde met samhain de grens met het Elfenrijk. Daarom werd er eten voor de deur gezet voor de elfen en andere natuurgeesten. Hierdoor hoopte men dat ze als dank, hun plagerijen achterwege zouden laten (o.a. het verzuren van melk en mensen de stuipen op het lijf jagen).
De portalen (grafheuvels, elfenheuvels, sprookjesheuvels,
dolmen of toverterpen) worden in het Iers sidhe, síd of sprookjesheuvels genoemd en ze werden ooit vereerd als de verblijfplaats van één enkele god of godin. Veel belangrijke gebeurtenissen uit de Ierse mythologie voltrekken zich op Samhain, als de grenzen tussen deze wereld en het rijk van het bovennatuurlijke volledig wegvalt en de sidhe (sprookjesheuvels) waar de mensen uit de Andere Wereld leven open zijn.

## Christelijke elementen

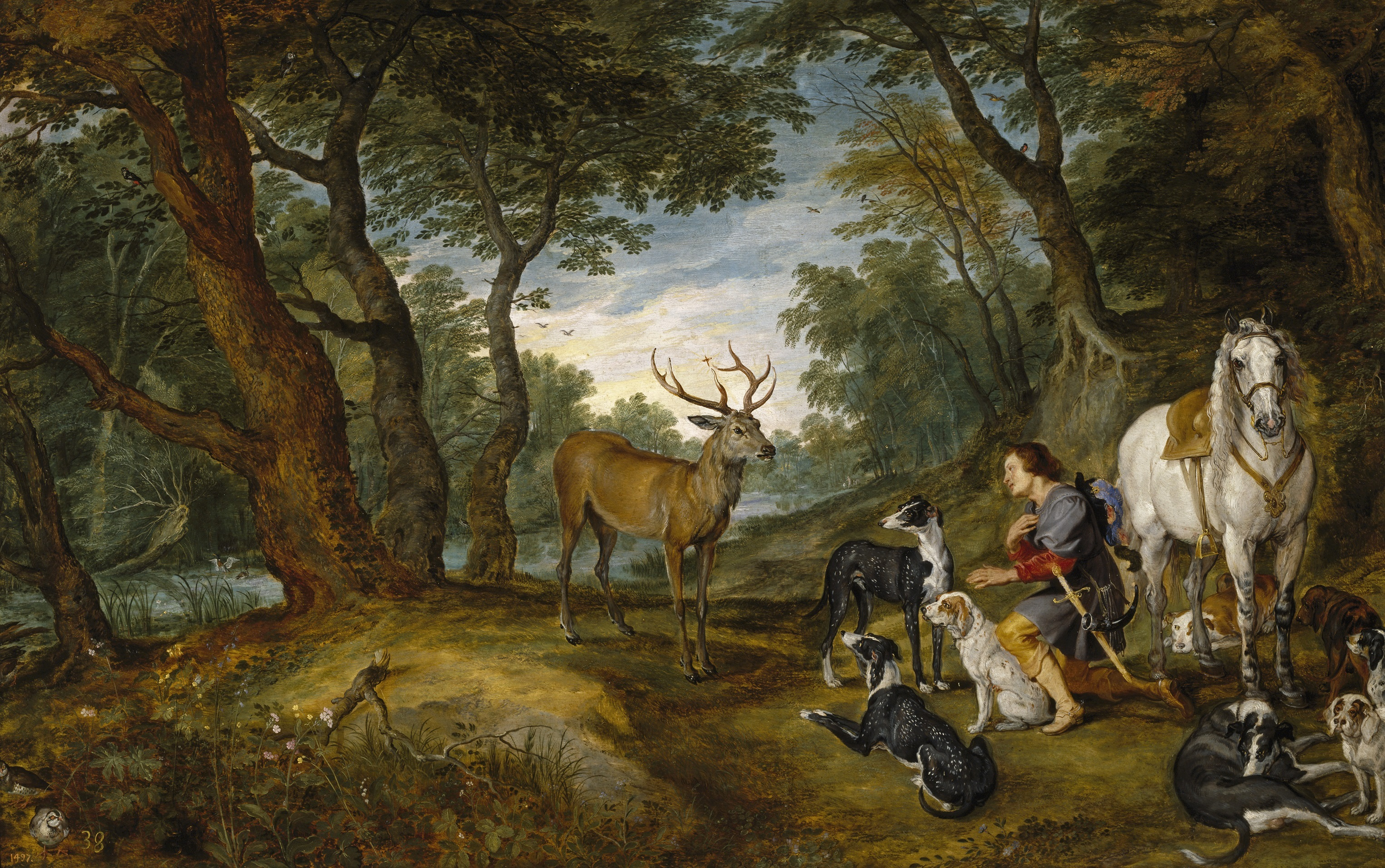
Het visioen van de heilige Hubertus; Peter Paul Rubens en Jan Brueghel de Oude, ca. 1617-20

Sint-Hubertus is een christelijke heilige die met Samhain in verband kan worden gebracht.
In de legendes wordt verteld over een edelman, genaamd Hubertus, die een enorm hert achtervolgde. Op het moment dat hij zich klaarmaakte om het hert te doden verscheen er een lichtgevend kruis tussen de hoorns van zijn gewei en hoorde hij een stem uit de hemel die vroeg: "waarom achtervolgt u mij?". Hubertus was hierdoor zo onder de indruk dat hij zich direct liet dopen en hierbij patroonheilige werd van de jacht. In Oirschot en Brussel wordt tegenwoordig op 3 november nog een Hubertuswijding verricht waarbij er speciaal gebakken broden worden gezegend door de geestelijkheid en vervolgens aan de jachthonden worden gevoerd.
Ook Sint-Maarten wordt met dit feest in verband gebracht. Zijn naamdag valt nu op 11 november, maar volgens oude kalenders was dit vroeger op 1 november. Kinderen gingen rond met een rommelpot terwijl ze rijmpjes voordroegen en om lekkernijen bedelden.
Volgens verschillende bronnen werd Samhain in 998 door Odilo van Cluny, de abt van Cluny, gekerstend en kreeg het toen de naam Allerheiligen. Andere bronnen daarentegen beweren dat paus Gregorius IV het feest Allerheiligen reeds in 835 heeft ingevoerd.

## Relatie met Halloween
Ook het Halloweenfeest, dat in zijn moderne vorm naar Europa is komen overwaaien vanuit de Verenigde Staten, is uiteindelijk te herleiden tot Samhain. Toen veel Ieren vanaf ca. 1800 emigreerden naar de Verenigde Staten, namen ze veel van hun culturele gebruiken en eigen tradities mee, waaronder All Hallow's Eve, dat gevierd werd op de avond van 31 oktober. Deze traditie gaat op haar beurt terug tot Samhain.
De vruchtbaarheidsgodin Cailleach keerde volgens een legende met Samhain terug in de gedaante van een oude vrouw, om vervolgens als koningin van de winter te heersen. Later degradeerde deze figuur tot een kol of heks.

## Paganisten

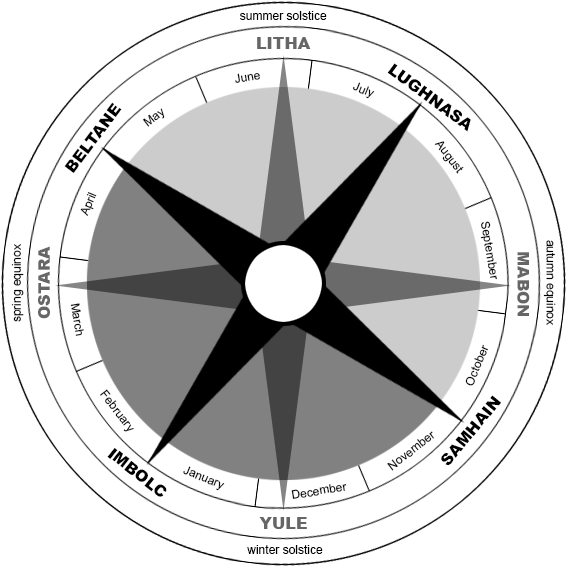
Het Wiel van het Jaar

Veel aanhangers van wicca en het neopaganisme vieren samhain als een van de feesten van hun jaarwiel.